# Langue d'héritage
 (mai 2018).
Si vous disposez d'ouvrages ou d'articles de référence ou si vous connaissez des sites web de qualité traitant du thème abordé ici, merci de compléter l'article en donnant les références utiles à sa vérifiabilité et en les liant à la section « Notes et références ».
Une langue d'héritage est une langue apprise dans le milieu familial dès la petite enfance dans un contexte de bilinguisme diglossique où une langue dominante (ou langue majoritaire) est parlée à l'extérieur du foyer.
Ce terme a été inventé en Amérique du Nord pour faire référence aux langues des groupes d'immigrants, de réfugiés et de peuples autochtones par rapport à l'anglais. En Europe, le terme « langue minoritaire » est plus commun, mais est plus général et inclut les langues minoritaires et les langues minoritaires d'immigrants. Les définitions des deux notions, nord-américaine et européenne, ne sont pas simples et varient en fonction des chercheurs.
Les locuteurs des langues d'héritage sont des individus qui sont bilingues : ils pratiquent à la fois la langue dominante du pays dans lequel ils vivent et leur langue maternelle (la langue d'héritage) Cependant, ces individus on tendance à parler la langue majoritaire plus couramment que leur langue d'héritage.

## Types de langues d'héritage

### Langues d'héritage issues de la migration
Les langues d'héritage issues de la migration (ou langues d'immigration) sont les langues parlées par des immigrés qui arrivent et s'installent dans un pays où la langue dominante est différente de leur langue maternelle. Les langues de la migration peuvent coïncider avec les langues d'héritage coloniales (voir ci-dessous). Aux États-Unis, par exemple, auparavant, l'espagnol était une langue d'héritage coloniale mais maintenant il est considéré comme une langue de la migration. En Europe, certaines langues de la migration peuvent être officiellement reconnues par un pays tandis que d'autres non. En Italie, l'État reconnaît certaines langues d'immigration (l'allemand, le grec, le slovène, par exemple) mais pas les langues de tous les groupes d'immigrés en Italie, même de ceux qui constituent la majorité du nombre total d'étrangers (comme le roumain ou l'arabe).

### Langues d'héritage indigènes
Les langues d'héritage indigènes sont les langues des peuples autochtones d'un pays. En Amérique du Nord, beaucoup de ces langues sont actuellement mortes, certaines sont parlées par une poignée d'aînés et sont en voie d'extinction, et très peu sont maintenues au sein des communautés du fait des efforts d'instruction. En Europe, les langues d'héritage indigènes sont appelées les « langues minoritaires régionales » et un grand nombre d'entre elles sont officiellement reconnu par les pays qui ont signé et ratifié la Charte européenne des langues régionales ou minoritaires. Pourtant, leur reconnaissance et leur statut varient selon le pays. Au Royaume-Uni, le gallois détient le statut de langue officielle au Pays de Galles. En Espagne, la Constitution espagnole permet aux communautés autonomes de donner un statut co-officiel aux langues de leurs régions (comme le basque au Pays basque et le catalan en Catalogne). En France, aucune langue régionale n'a le statut de langue officielle.

### Langues d'héritage coloniales
Les langues d'héritage coloniales sont les langues des groupes qui ont colonisé un pays et où cette langue continue à être parlée aujourd'hui. Aux États-Unis, ces langues consistent en celles des groupes européens qui ont colonisé le territoire nord-américain, tels que le néerlandais, l'allemand et le français. Dans certains pays africains, quelques groupes continuent à parler la langue coloniale et parfois elle détient un statut de langue officielle aux côtés d'autres langues, comme l'anglais en Afrique du Sud, le portugais au Cap-Vert et le français au Cameroun et au Tchad.

## Maitrise des langues d'héritage
Le degré de maîtrise d'une langue d'héritage joue un rôle important pour définir un locuteur d'une langue d'héritage. Les niveaux de maîtrise peuvent varier considérablement d'un individu à l'autre ; un locuteur peut parler et lire couramment la langue, alors qu'un autre n'a qu'une capacité de production très limitée et la connaissance de quelques mots et expressions. Néanmoins, la majorité des locuteurs des langues d'héritage se trouve entre ces deux extrêmes.

### Caractéristiques des locuteurs de langues d'héritage
Montrul (2016) souligne quelques caractéristiques des locuteurs de langues d'héritage : Un individu bilingue qui a grandi dans un foyer bilingue et qui maîtrise deux langues. La première langue, ou une des premières langues, parlée à la maison est une langue considérée minoritaire d'un point de vue sociolinguistique (la langue d'héritage). En général, l'individu parle mieux la langue majoritaire du pays (mais il existe aussi des locuteurs qui maîtrisent les deux langues également). Souvent il parle moins bien la langue d'héritage. Le degré de maîtrise de la langue d'héritage varie entre faible et élevé et le degré de maîtrise de la langue majoritaire est typiquement native ou presque native (selon le niveau d'instruction).
Le niveau de plurilinguisme d'un jeune locuteur peut aussi être fortement influencé par la composition du couple de ses parents. Selon une étude sur les pratiques linguistiques des descendants d'immigrés en France, le niveau de plurilinguisme est très élevé quand les deux parents sont nés à l'étranger dans le même pays, moins élevé lorsqu'ils sont nés dans deux pays différents et notamment réduit quand un parent est né en France.

## Langues d'héritage dans l'éducation
Le statut des langues d'héritage dans le système éducatif varie d'un pays à l'autre et souvent d'une région à l'autre. Sur le plan européen, les politiques visant à la préservation des langues ont été limitées aux langues minoritaires régionales. A l'échelle des pays, on peut aussi noter l'Enseignement Langue et Culture d'origine, de 1977 à 2020 en France. 
L'enseignement des langues minoritaires régionales et d'immigration peut être perçu comme étant défavorables à l'apprentissage de « vraies » matières. En outre, le programme scolaire laisse peu de place aux contenus supplémentaires. Par conséquent, l'enseignement des langues d'immigration a été limité à l'enseignement extrascolaire et les initiatives de l'enseignement des langues minoritaires régionales sont à petite échelle.
Les migrations entre pays européens nombreuses depuis le XIXe siècle, ont pu amener des pays d'origine à pratiquer une politique active en faveur de sa langue (nationale et) d'héritage dans les pays proches, comme le Portugal pour sa diaspora en France et en Europe. 
Dans quelques pays, l'introduction de l'enseignement des langues d'héritage a réussi au niveau national et régional. Au Pays de Galles, l'enseignement du gallois en tant que langue secondaire est obligatoire jusqu'à l'âge de 16 ans et il existe de nombreuses écoles où la langue d'enseignement est le gallois. 
En Bretagne, en France, l'organisation Diwan est composée de parents et d'enseignants qui ont pour but l'enseignement de la culture et de la langue bretonne par immersion.
Parlés chacun de part et d'autre de la frontière franco-espagnole, le basque (dans les Pyrénées-Atlantiques) et le catalan (Pyrénées-Orientales) ont des réseaux d'écoles, nommées respectivement ikastolak et La Bressola.